# Namiq Ələsgərov
Namiq Əvəz oğlu Ələsgərov (Çiləgir, 3 febbraio 1995) è un calciatore azero, centrocampista dello Zirə.

## Statistiche

### Cronologia presenze e reti in nazionale
Aggiornato al 12 giugno 2023

| Cronologia completa delle presenze e delle reti in nazionale ― Azerbaigian | Cronologia completa delle presenze e delle reti in nazionale ― Azerbaigian | Cronologia completa delle presenze e delle reti in nazionale ― Azerbaigian | Cronologia completa delle presenze e delle reti in nazionale ― Azerbaigian | Cronologia completa delle presenze e delle reti in nazionale ― Azerbaigian | Cronologia completa delle presenze e delle reti in nazionale ― Azerbaigian | Cronologia completa delle presenze e delle reti in nazionale ― Azerbaigian | Cronologia completa delle presenze e delle reti in nazionale ― Azerbaigian |
| Data                                                                       | Città                                                                      | In casa                                                                    | Risultato                                                                  | Ospiti                                                                     | Competizione                                                               | Reti                                                                       | Note                                                                       |
| -------------------------------------------------------------------------- | -------------------------------------------------------------------------- | -------------------------------------------------------------------------- | -------------------------------------------------------------------------- | -------------------------------------------------------------------------- | -------------------------------------------------------------------------- | -------------------------------------------------------------------------- | -------------------------------------------------------------------------- |
| 28-3-2015                                                                  | Baku                                                                       | Azerbaigian                                                                | 2 – 0                                                                      | Malta                                                                      | Qual. Euro 2016                                                            | -                                                                          | 22’                                                                        |
| 26-3-2016                                                                  | Adalia                                                                     | Azerbaigian                                                                | 0 – 1                                                                      | Kazakistan                                                                 | Amichevole                                                                 | -                                                                          | 61’                                                                        |
| 3-6-2016                                                                   | Rohrbach an der Lafnitz                                                    | Canada                                                                     | 1 – 1                                                                      | Azerbaigian                                                                | Amichevole                                                                 | -                                                                          | 57’                                                                        |
| 4-9-2016                                                                   | Serravalle                                                                 | San Marino                                                                 | 0 – 1                                                                      | Azerbaigian                                                                | Qual. Mondiali 2018                                                        | -                                                                          | 69’                                                                        |
| 8-9-2016                                                                   | Baku                                                                       | Azerbaigian                                                                | 1 – 0                                                                      | Norvegia                                                                   | Qual. Mondiali 2018                                                        | -                                                                          | 65’                                                                        |
| 11-10-2016                                                                 | Vítkovice                                                                  | Rep. Ceca                                                                  | 0 – 0                                                                      | Azerbaigian                                                                | Qual. Mondiali 2018                                                        | -                                                                          | 35’ 71’                                                                    |
| 9-3-2017                                                                   | Doha                                                                       | Qatar                                                                      | 1 – 2                                                                      | Azerbaigian                                                                | Amichevole                                                                 | -                                                                          | 45’                                                                        |
| 10-6-2017                                                                  | Baku                                                                       | Azerbaigian                                                                | 0 – 1                                                                      | Irlanda del Nord                                                           | Qual. Mondiali 2018                                                        | -                                                                          | 77’                                                                        |
| 1-9-2017                                                                   | Oslo                                                                       | Norvegia                                                                   | 2 – 0                                                                      | Azerbaigian                                                                | Qual. Mondiali 2018                                                        | -                                                                          |                                                                            |
| 8-10-2017                                                                  | Kaiserslautern                                                             | Germania                                                                   | 5 – 1                                                                      | Azerbaigian                                                                | Qual. Mondiali 2018                                                        | -                                                                          | 87’                                                                        |
| 23-3-2018                                                                  | Baku                                                                       | Azerbaigian                                                                | 0 – 1                                                                      | Bielorussia                                                                | Amichevole                                                                 | -                                                                          | 79’                                                                        |
| 27-3-2018                                                                  | Malatya                                                                    | Azerbaigian                                                                | 1 – 1                                                                      | Macedonia del Nord                                                         | Amichevole                                                                 | -                                                                          | 70’                                                                        |
| 29-5-2018                                                                  | Baku                                                                       | Azerbaigian                                                                | 3 – 0                                                                      | Kirghizistan                                                               | Amichevole                                                                 | -                                                                          | 67’                                                                        |
| 5-6-2018                                                                   | Astana                                                                     | Kazakistan                                                                 | 3 – 0                                                                      | Azerbaigian                                                                | Amichevole                                                                 | -                                                                          | 63’                                                                        |
| 9-6-2018                                                                   | Astana                                                                     | Lettonia                                                                   | 1 – 3                                                                      | Azerbaigian                                                                | Amichevole                                                                 | -                                                                          | 75’                                                                        |
| 25-3-2019                                                                  | Baku                                                                       | Azerbaigian                                                                | 0 – 0                                                                      | Lituania                                                                   | Amichevole                                                                 | -                                                                          | 65’                                                                        |
| 5-9-2020                                                                   | Baku                                                                       | Azerbaigian                                                                | 1 – 2                                                                      | Lussemburgo                                                                | UEFA Nations League 2020-2021 - 1º Turno                                   | -                                                                          | 67’                                                                        |
| 8-9-2020                                                                   | Nicosia                                                                    | Cipro                                                                      | 0 – 1                                                                      | Azerbaigian                                                                | UEFA Nations League 2020-2021 - 1º Turno                                   | -                                                                          | 77’                                                                        |
| 10-10-2020                                                                 | Podgorica                                                                  | Montenegro                                                                 | 2 – 0                                                                      | Azerbaigian                                                                | UEFA Nations League 2020-2021 - 1º Turno                                   | -                                                                          | 64’ 80’                                                                    |
| 13-10-2020                                                                 | Elbasan                                                                    | Azerbaigian                                                                | 0 – 0                                                                      | Cipro                                                                      | UEFA Nations League 2020-2021 - 1º Turno                                   | -                                                                          | 57’                                                                        |
| 24-3-2021                                                                  | Torino                                                                     | Portogallo                                                                 | 1 – 0                                                                      | Azerbaigian                                                                | Qual. Mondiali 2022                                                        | -                                                                          | 85’                                                                        |
| 27-3-2021                                                                  | Doha                                                                       | Qatar                                                                      | 2 – 1                                                                      | Azerbaigian                                                                | Amichevole                                                                 | -                                                                          | 56’ 60’                                                                    |
| 27-5-2021                                                                  | Adalia                                                                     | Turchia                                                                    | 2 – 1                                                                      | Azerbaigian                                                                | Amichevole                                                                 | -                                                                          | 79’                                                                        |
| 2-6-2021                                                                   | Minsk                                                                      | Bielorussia                                                                | 1 – 2                                                                      | Azerbaigian                                                                | Amichevole                                                                 | -                                                                          | 68’                                                                        |
| 6-6-2021                                                                   | Chișinău                                                                   | Moldavia                                                                   | 1 – 0                                                                      | Azerbaigian                                                                | Amichevole                                                                 | -                                                                          | 45’                                                                        |
| 1-9-2021                                                                   | Lussemburgo                                                                | Lussemburgo                                                                | 2 – 1                                                                      | Azerbaigian                                                                | Qual. Mondiali 2022                                                        | -                                                                          | 45’                                                                        |
| 4-9-2021                                                                   | Dublino                                                                    | Irlanda                                                                    | 1 – 1                                                                      | Azerbaigian                                                                | Qual. Mondiali 2022                                                        | -                                                                          | 71’                                                                        |
| 7-9-2021                                                                   | Baku                                                                       | Azerbaigian                                                                | 0 – 3                                                                      | Portogallo                                                                 | Qual. Mondiali 2022                                                        | -                                                                          | 16’                                                                        |
| 9-10-2021                                                                  | Baku                                                                       | Azerbaigian                                                                | 0 – 3                                                                      | Irlanda                                                                    | Qual. Mondiali 2022                                                        | -                                                                          | 63’                                                                        |
| 12-10-2021                                                                 | Belgrado                                                                   | Serbia                                                                     | 3 – 1                                                                      | Azerbaigian                                                                | Qual. Mondiali 2022                                                        | -                                                                          | 73’                                                                        |
| 11-11-2021                                                                 | Baku                                                                       | Azerbaigian                                                                | 1 – 3                                                                      | Lussemburgo                                                                | Qual. Mondiali 2022                                                        | -                                                                          | 86’                                                                        |
| 14-11-2021                                                                 | Baku                                                                       | Azerbaigian                                                                | 2 – 2                                                                      | Qatar                                                                      | Amichevole                                                                 | -                                                                          | 66’                                                                        |
| 29-3-2022                                                                  | Baku                                                                       | Azerbaigian                                                                | 0 – 1                                                                      | Lettonia                                                                   | Amichevole                                                                 | -                                                                          | 79’                                                                        |
| 3-6-2022                                                                   | Astana                                                                     | Kazakistan                                                                 | 2 – 0                                                                      | Azerbaigian                                                                | UEFA Nations League 2022-2023 - 1º Turno                                   | -                                                                          | 68’                                                                        |
| 6-6-2022                                                                   | Novi Sad                                                                   | Bielorussia                                                                | 0 – 0                                                                      | Azerbaigian                                                                | UEFA Nations League 2022-2023 - 1º Turno                                   | -                                                                          | 59’ 86’                                                                    |
| 13-6-2022                                                                  | Baku                                                                       | Azerbaigian                                                                | 2 – 0                                                                      | Bielorussia                                                                | UEFA Nations League 2022-2023 - 1º Turno                                   | -                                                                          | 73’                                                                        |
| 16-11-2022                                                                 | Chișinău                                                                   | Moldavia                                                                   | 1 – 2                                                                      | Azerbaigian                                                                | Amichevole                                                                 | -                                                                          | 84’                                                                        |
| 24-3-2023                                                                  | Linz                                                                       | Austria                                                                    | 4 – 1                                                                      | Azerbaigian                                                                | Qual. Euro 2024                                                            | -                                                                          | 45’                                                                        |
| 27-3-2023                                                                  | Göteborg                                                                   | Svezia                                                                     | 5 – 0                                                                      | Azerbaigian                                                                | Qual. Euro 2024                                                            | -                                                                          | 73’                                                                        |
| Totale                                                                     |                                                                            | Presenze                                                                   | 39                                                                         |                                                                            | Reti                                                                       | 0                                                                          |                                                                            |

## Palmarès

### Club

#### Competizioni nazionali
- Coppa d'Azerbaigian: 3

Baku: 2011-2012
Qarabağ: 2014-2015
Sabah: 2024-2025
- Campionato azero: 2

Qarabağ: 2014-2015
Neftçi Baku: 2020-2021

### Individuale
- Capocannoniere della Premyer Liqası: 1

2020-2021 (19 gol)